# Carlo Riva
Pour les articles homonymes, voir Riva.
Carlo Riva (né le 24 février 1922 à Sarnico sur les rives du lac d'Iseo dans la province de Bergame en Lombardie et mort le 10 avril 2017 dans sa ville natale) est un ingénieur et industriel italien, PDG fondateur en 1950 de la marque de bateau runabout de luxe Riva, qu'il dirige jusqu'en 1971.

## Biographie
Carlo Riva est le fils d'un entrepreneur italien. À la suite d'un voyage aux États-Unis en 1951, où il observe des bateaux runabout Chris-Craft des années 1930 sur les lacs américains et dans Les Hamptons, de la région de New York, Carlo transforme le petit chantier familial de fabrication de bateau  de Sarnico, fondé dans les années 1920 sur les bords du Lac d'Iseo, proche de Bergame.

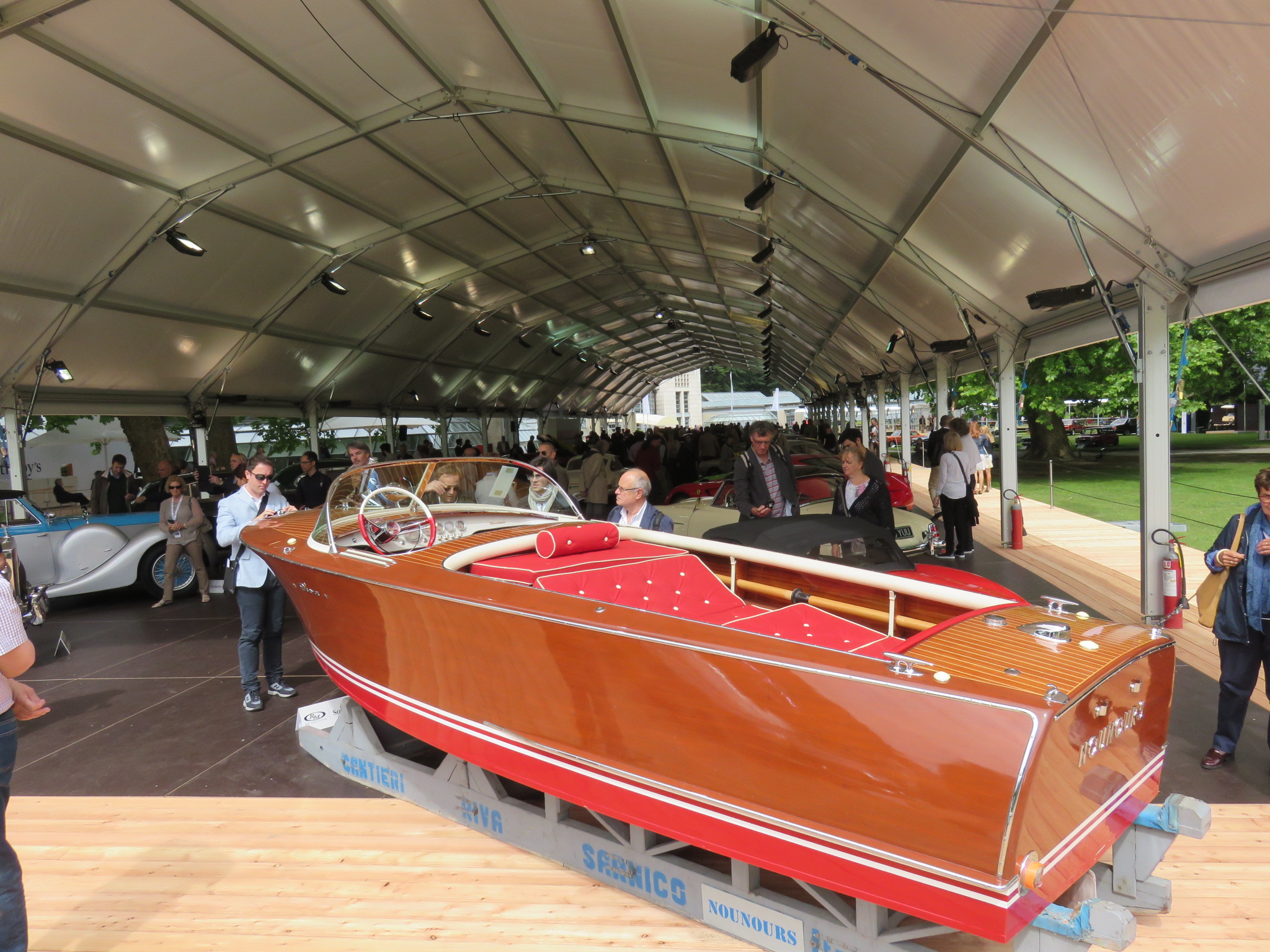
Riva Florida, 1959, concours d'élégance Villa d'Este.
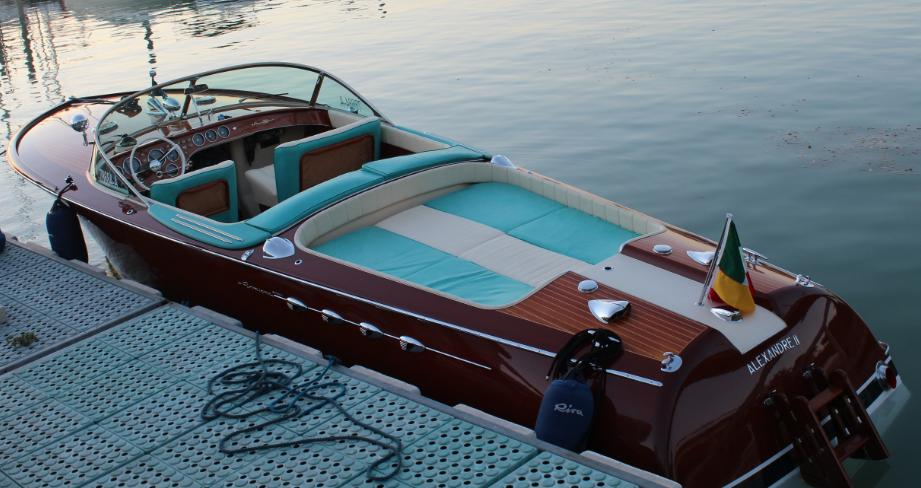
Super Aquarama Serie II.
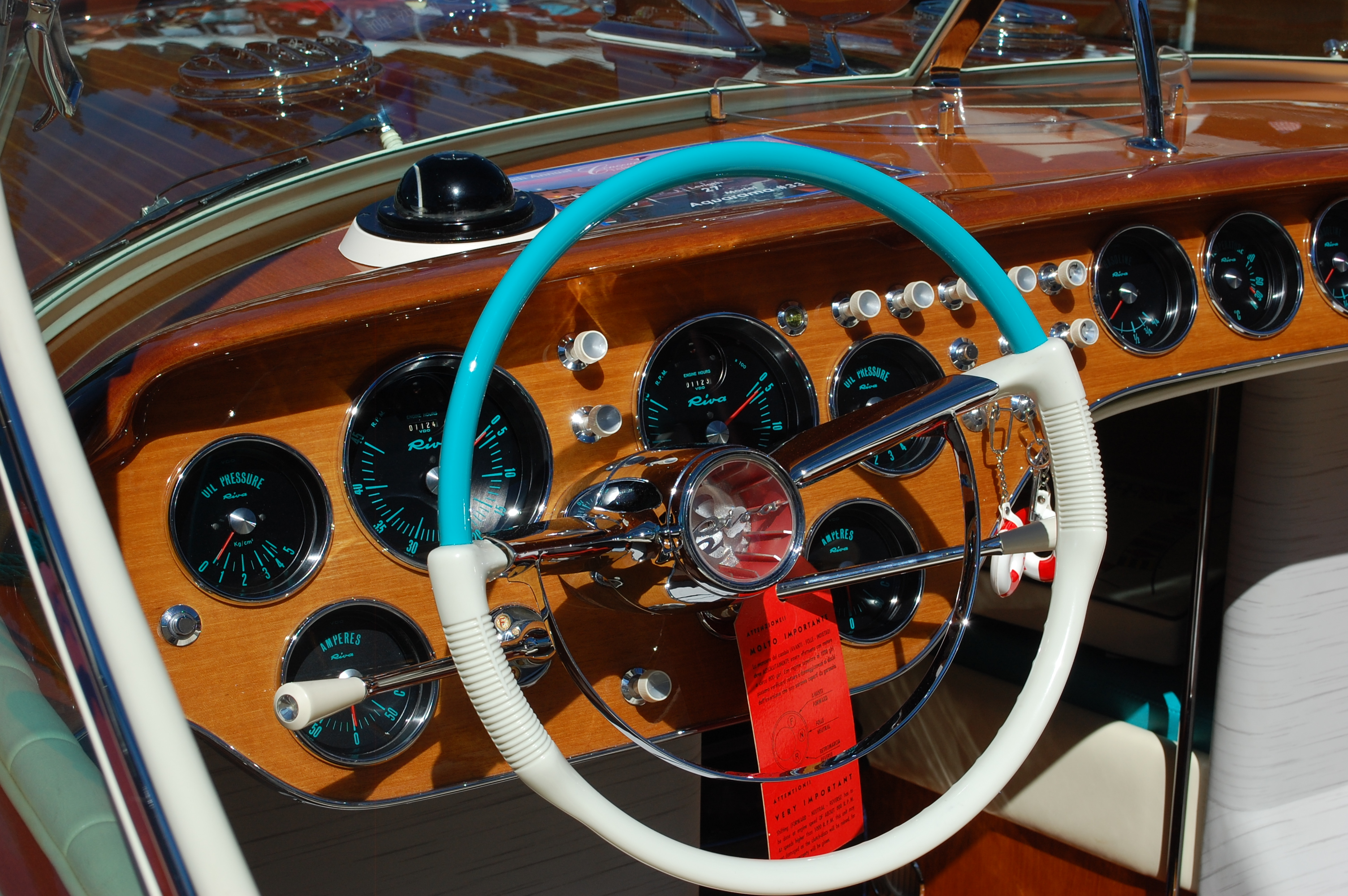
Riva Super Aquarama.
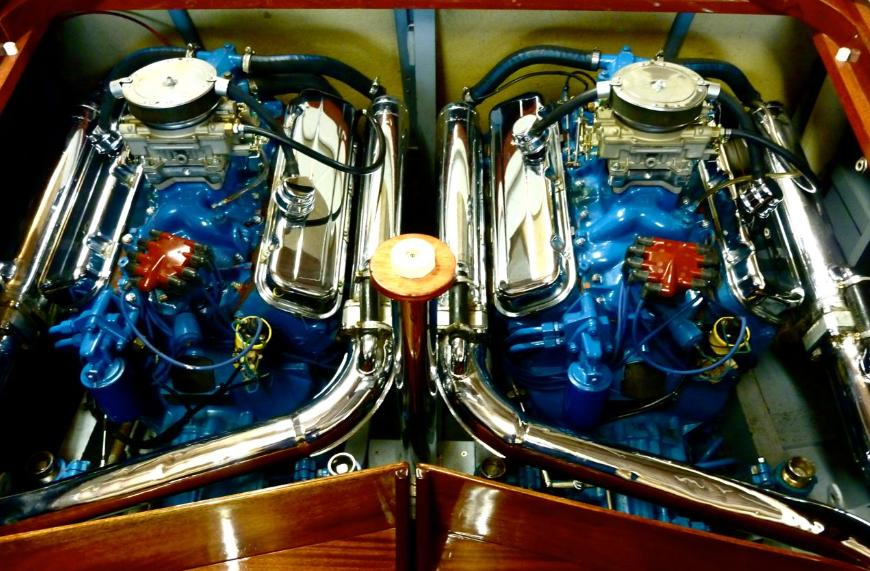
Double moteur V8 de 7 L de Riva Super Aquarama.

Il importe des États-Unis en Europe cette forme de navigation de plaisance et, dans la lignée des Henri Royce, Enzo Ferrari, ou Ettore Bugatti..., ambitionne de développer le mythe de luxe des bateaux Riva, en fabriquant les meilleurs bateaux du monde, en acajou verni, dotés de somptueuses lignes, à raison de 20 bateaux fabriqués par an, réalisés sur mesure pour sa clientèle richissime des années 1950 et 1960... 
En 1971, Carlo Riva cède sa place et les dirigeants successifs de l'entreprise poursuivent depuis son œuvre. Il disparaît le 10 avril 2017, à l'âge de 95 ans, dans sa ville natale.

## Modèles
Principaux modèles de bateaux de plaisance construits par Riva (années et durée de production, longueur en mètres, passagers) : 

### monomoteur
- Ariston (1950-74, 6,52 m, 6)
- Super Ariston (1950-74, 6,96 m, 6)
- Olympic (1969-79, 6,55 m, 6)

### bimoteurs
- Tritone (1950-66, 8,02 m, 8),
- Super Tritone (1950-66, 8,25 m, 8),
- Aquarama (1962-72, 8,02 m, 8),
- Super Aquarama (1962-72, 8,45 m, 8),
- Aquarama Special (1972-1996, 8,75 m, 8).